# マイケル・タウィア
マイケル・タウィア（英語: Michael Tawiah、1990年12月1日 - ）は、ガーナの元サッカー選手。ポジションはMF。
日本ではマイケル・タビアンの名で登録されていた。

## クラブ歴
アクラ生まれで、アンバーFCとテマでユース年代を過ごした。
2009年にブルガリアのPFCロコモティフ・メズドラで選手となった。その後、レフスキ・ソフィアに在籍したが、PFCカリアクラ・カヴァルナに期限付き移籍した。
2011年7月、レフスキ・ソフィアとの契約を双方合意で解除し、PSFKチェルノモレツ・ブルガスに加入。しかし同年9月に健康上の理由で解雇された。その後、PFCリュビメツ、PFCハスコヴォに在籍した。
2015年1月29日にセルビア・スーペルリーガのFKボラツ・チャチャクに移籍。
その後再びロコモティフ・メズドラに加入。2017年1月30日にOFCポモリエから放出された。
2017年3月25日に関東サッカーリーグ1部のVONDS市原に加入。
翌年、FKヴェレヤ・スタラ・ザゴラに加入し2019年末に引退した。